# Folschviller
Folschviller é uma comuna francesa na região administrativa de Grande Leste, no departamento de Mosela. Estende-se por uma área de 9,46 km². Em 2010 a comuna tinha 4 015 habitantes (densidade: 424,4 hab./km²).